# Toma borbónica de Mallorca
La toma borbónica de Mallorca fue el último episodio de la Guerra de Sucesión Española. Tuvo lugar el 2 de julio de 1715 cuando la isla de Mallorca —el último reducto de la resistencia austracista que apoyaba a Carlos VI del Sacro Imperio Romano Germánico en sus pretensiones a ocupar el trono de la Monarquía Hispánica— capituló ante la llegada de una flota borbónica, diez meses después de la caída de Barcelona en poder de Felipe V de España. A continuación fue ocupada Ibiza y Formentera el 5 de julio, pero no la isla de Menorca, ya que según lo estipulado en el Tratado de Utrecht pasó a soberanía de Gran Bretaña, bajo la que permanecería casi sin interrupción hasta 1802 (Tratado de Amiens).

## La capitulación de Mallorca
Una vez producida la caída de Barcelona en septiembre de 1714, el último reducto austracista era el Reino de Mallorca que desde 1706, como el resto de los estados de la Corona de Aragón, se había alineado con el Archiduque Carlos, quien a finales de 1711 había sido proclamado emperador del Sacro Imperio Romano Germánico. Durante los meses siguientes Mallorca e Ibiza —Menorca según el Tratado de Utrecht había pasado a soberanía británica— estuvieron gobernadas por el virrey nombrado por Carlos VI, el marqués de Rubí, que contaba con el apoyo de fuerzas imperiales y con la presencia de algunos catalanes que se habían refugiado allí a causa de la derrota de los austracistas del Principado.
Según informó el general británico conde de Peterborough los mallorquines pidieron la protección del rey de Gran Bretaña «no pudiendo asumir de ningún modo sufrir la esclavitud de los españoles y considerándose siempre como súbditos del emperador». Por su parte el enviado británico Matthew Prior comunicó al gobierno francés que era una «fábula sin fundamento alguno» que Jorge I hubiera «ofrecido a los mallorquines entregarse a Inglaterra» o que «les acogería en caso que decidieran entregarse».
En mayo de 1715, cuando ya parecía inminente la ocupación borbónica de la isla, un emisario del emperador Carlos VI, el austracista Juan Amor de Soria, intentó negociar en París las condiciones de la rendición, que incluirían el mantenimiento de las «libertades» del reino y de toda la Corona de Aragón. Pero las conversaciones no produjeron ningún resultado. «Beneficiándose de la pasividad de los británicos, ahora con los whigs en el gobierno, los ejércitos francés y español ocuparon la isla, que capituló el 2 de julio». El 11 julio el virrey Rubí entregaba las llaves de Palma de Mallorca al general francés Claude d'Asfeld, después de más de treinta días de resistencia al avance de las tropas borbónicas.

## El Decreto de Nueva Planta del Reino de Mallorca
A diferencia de lo ocurrido tras la toma austracista de Mallorca en la que el representante del archiduque Carlos reunió al Gran i General Consell ante el que confirmó «todos los privilegios, pragmáticas, franquezas» concedidos a la Ciudad y al Reino en tiempo de Carlos II, Felipe V de Borbón promulgó un Decreto de Nueva Planta el 15 de noviembre de 1715, similar al Decreto de Nueva Planta de Valencia y de Aragón de 1707, por el que quedaron abolidas las leyes e instituciones propias del Reino de Mallorca —lo que no hicieron los británicos en Menorca—. Así, como ha señalado, Núria Sales, «con la Nueva Planta el Reino de Mallorca dejaba de existir para convertirse en un simple título honorífico».
El Gran i General Consell fue abolido, y sus poderes pasaron al capitán general, la nueva máxima autoridad en las islas con mayores atribuciones que el virrey al que sustituyó, y a la Real Audiencia que suplantó a la suprimida Audiencia. El sistema insaculatorio (de sac i sort) para la elección de los cargos fue suprimido y a partir de entonces serían designados por el rey o por el capitán general. Asimismo fue suprimido el derecho público —no así el derecho privado, que se mantuvo como en el Reino de Aragón tras el segundo Decreto de Nueva Planta de 1711; lo contrario de lo que sucedió en el Reino de Valencia—. Asimismo Mallorca perdió el derecho a acuñar moneda propia.
En cuanto al régimen local se impuso el sistema castellano del corregidor y los regidores despareciendo la representación del estamento popular. Así en 1718 el ayuntamiento de Palma de Mallorca quedó formado por 20 regidores, 16 caballeros —nobleza— y 4 ciudadanos honrados, sistema que se aplicó al resto de municipios de la isla. En el Cronicón de Campaner se dijo: «si bien quedaron los caballeros muy satisfechos de empuñar ellos solos el gobierno económico de la Ciudad, en breve se desengañaron viendo que su autoridad no era como la que tuvieron los jurados». Sin embargo, si bien es cierto que la Real Audiencia podía suspender cualquier acuerdo de los municipios, estos tenían competencias, por ejemplo, sobre jornales lo que permitió a la nobleza imponerse sobre las clases populares, que no estaban representadas en los municipios —al contrario de lo que sucedía durante la «época foral»—.

## Menorca bajo dominio británico
Menorca, conquistada por una escuadra anglo-holandesa en 1708 en plena Guerra de Sucesión Española, pasó a la soberanía de Gran Bretaña en virtud del Tratado de Utrecht de 1713 y así permaneció a lo largo del siglo XVIII hasta la firma del Tratado de Amiens de 1802, excepto durante la Guerra de los Siete Años (1756-1763) que estuvo ocupada por los franceses y entre 1782 y 1797 en que estuvo bajo la soberanía del rey de España.
Como el interés británico por Menorca era estrictamente militar —tener una base naval en pleno Mediterráneo Occidental en el que Mahón constituía un excelente puerto natural, de ahí que pasará a ser la nueva capital de la isla frente a la aristocrática Ciudadela—, la Corona mantuvo las instituciones y leyes propias de Menorca, excepto la Inquisición española que fue abolida. Así los municipios continuaron siendo universitats gobernadas por los históricos jurats que representaban a los diferentes estamentos. En Ciudadela eran cuatro: un cavaller (noble), un ciutadá (burgués), un pagès (campesino) y un menestral (artesano).

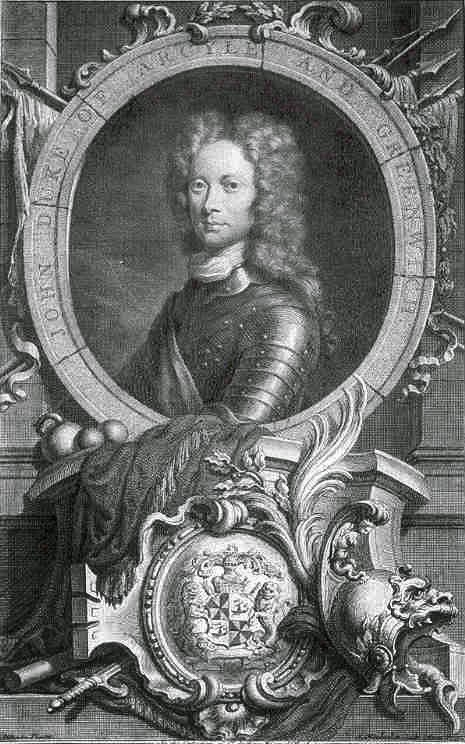
Sir Richard Kane, primer gobernador británico de Menorca.

La lengua propia siguió siendo la oficial y de uso público. «Contrastaba, por ejemplo, la Societat Maonesa de Cultura fundada en 1778 donde todo se hacía en catalán, con la Real Sociedad de Amigos del País del Reino de Mallorca fundada el mismo año en Palma que competía en celo con la Real Audiencia y con el obispado en materia de campañas sistemáticas de extirpación del "dialecto mallorquín" e imposición del castellano». Esto redundo en el florecimiento de la literatura en catalán en la isla con figuras como Juan Ramis o Antoni Febrer hasta tal punto que algunos estudiosos han llamado al último tercio del siglo XVIII el «periodo menorquín de la literatura catalana».
El primer gobernador británico fue sir Richard Kane, que estuvo en el cargo entre 1712 y 1736, y dejó muy buen recuerdo por las medidas que tomó como la construcción de la carretera entre Mahón y Ciudadela —el «camí d'en Kane»—, el desecamiento de muchos aiguamolls —zonas pantanosas—, o la introducción en la isla del cultivo de la trepadella (esparceta) y otras plantas forrajeras. Asimismo, la presencia de la flota británica acabó con las incursiones de los piratas berberiscos del norte de África, con lo que la población a partir de entonces pudo instalarse en la costa sin temor a ser atacada.
Cuando a partir de 1802 por el Tratado de Amiens Menorca pasó a soberanía española perdió sus instituciones de autogobierno y en su lugar se impuso el centralismo a través de Palma de Mallorca; el balear dejó de ser la lengua oficial para serlo el castellano; fue suprimida la libertad de comercio y Mahón dejó de ser un puerto franco; los menorquines perdieron la exención de servir en el Ejército y en la Marina que habían conservado no sin dificultades bajo la dominación británica; y al desaparecer la flota británica volvió la amenaza de los piratas berberiscos del norte de África.